# Apolloniakapelle (Niedermauern)

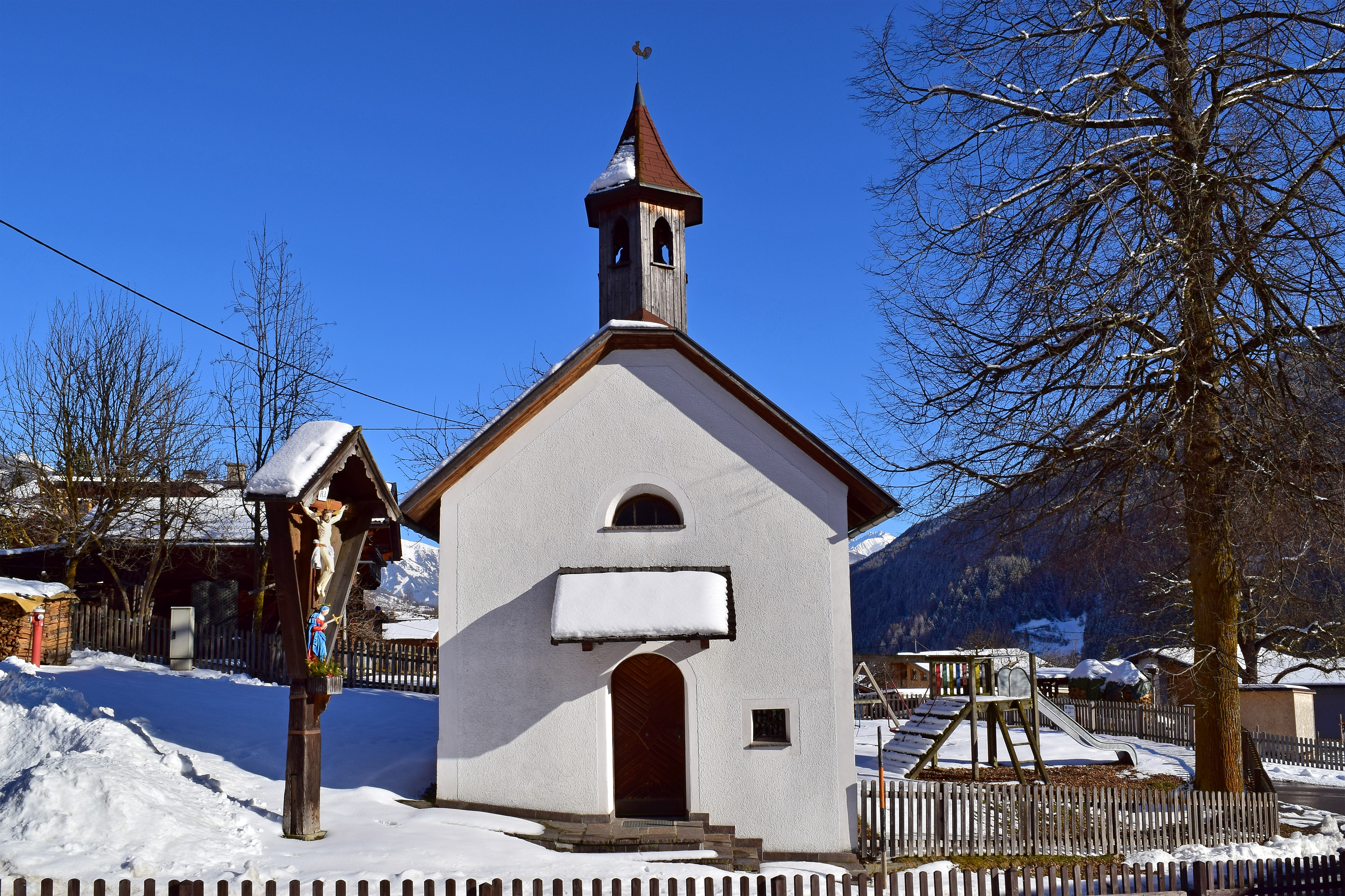
Die Apolloniakapelle

Die Apolloniakapelle ist eine Kapelle in Niedermauern in der Gemeinde Virgen in Osttirol. Sie befindet sich auf einer kleinen Grünfläche inmitten von Niedermauern und ist der heiligen Apollonia geweiht. Sie steht unter Denkmalschutz.

## Bauwerk
Die Kapelle wurde 1783 errichtet und bereits 1823 erstmals renoviert. 1915 wurde sie im Inneren von Joseph Weiskopf mit Malereien ausgestattet.
Die Kapelle besitzt einen rechteckigen Grundriss mit polygonalem Schluss, an der ostseitigen Giebelmauer den Eingang, ein Rechteckportal mit schindelgedecktem Pultdach. Im Giebelfeld befindet sich ein Lünettenfenster sowie nordseitig ein durch eine flache Treppenanlage erschlossenes Sichtfenster. Das Dach wurde als steiles, eternitgedecktes Satteldach mit hexagonalem Dachreiter ausgeführt. Der Dachreiter hat spitzbogige Schallöffnungen und ein geschwungenes, von einem Kreuz bekröntes Zeltdach. Die verputzten und weiß gestrichenen Längswände mit rahmender Feinputzgliederung verfügen über zwei bzw. ein segmentbogiges Fenster mit schmiedeeisernen Steckgittern.
Neben der Kapelle befindet sich ein Kruzifix mit Schmerzensmutter, Titulus und Kreuzkasten aus dem 19. Jahrhundert. Die polychrom gefassten, hölzernen Figuren sind unterlebensgroß. Der Gekreuzigte wird muskulös und mit markanten Gesichtszügen dargestellt, die Schmerzensmutter betend am Fuß des Kreuzes mit einem Schwert in der Brust.
Der Innenraum der Kapelle ist tonnengewölbt, das Polygon der Apsis gerundet ausgeführt. Joseph Weiskopf führte im Gewölbe 1915 Darstellungen der auf Wolken schwebenden Evangelisten aus. Über dem Eingangsportal befindet sich eine Inschriftenkartusche mit einer Fürbitte, die sich auf den Ersten Weltkrieg bezieht.
Auf dem Altar aus dem Beginn des 19. Jahrhunderts steht ein Altarbild mit der heiligen Dreifaltigkeit. Im Auszug befindet sich eine Darstellung der heiligen Appolonia, das Aufsatzgemälde zeigt das Abendmahl. Zudem verfügt der Altar über eine Aufsatzfigur des Auferstandenen.